# (20615) 1999 SZ3
1999 أس زد 3 (ويعرف أيضًا باسم (20615) 1999 أس زد 3 وفق تسمية الكوكب الصغير) (بالإنجليزية: 1999 SZ3)‏؛ هو كويكب ضمن حزام الكويكبات.
اكتُشف هذا الجُرم الفلكي بواسطة كورادو كورليفيتش في 29 سبتمبر 1999، وترتيبه 20615 من حيث الاكتشاف.

## الوصف
اكتُشف 206151999SZ في 29 سبتمبر 1999 في مرصد فيشنجان الفلكي، الواقع في فيشنجان، مقاطعة إستريا في كرواتيا، بواسطة عالم الفلك الكرواتي كورادو كورليفيتش. وقد رصد المشروع 2,053 مشاهدة للكويكب إلى غاية 5 فبراير 2022 بتوقيت منطقة المحيط الهادئ، أي في مدة قدرها 16,382 يومًا (44.9 عام). تستغرق الفترة المدارية للكويكب 1,820 يومًا (5.0 عام).

## الخصائص المدارية
يتميز مدار هذا الكويكب بنصف محور رئيسي يبلغ 2.92 وحدة فلكية، وحضيض قدره 2.77 وحدة فلكية، وانحراف قدره 0.0528 وزاوية ميلان 1.13 درجة بالنسبة لمسار الشمس. بسبب هذه الخصائص، أي نصف المحور الرئيسي بين 2 و3.2 وحدة فلكية وحضيض أكبر من 1,666 وحدة فلكية، يُصنف هذا الجُرم الفلكي وفقًا لقاعدة بيانات مختبر الدفع النفاث لأجرام النظام الشمسي الصغيرة كائنًا من حزام الكويكبات الرئيسي.

## وصلات خارجية
- (20615) 1999 SZ3 في قاعدة بيانات مختبر الدفع النفاث لأجرام النظام الشمسي الصغيرة

- الاكتشاف · مخطط المدار ·  العناصر المدارية · المعلمات المادية

- (20615) 1999 SZ3 على موقع ويكي سكاي: DSS2, SDSS, GALEX, IRAS, Hydrogen α, X-Ray, Astrophoto, Sky Map, Articles and images